# 로이스 램지
로이스 램지(Lois Ramsey, 1922년 6월 18일 ~ 2016년 1월 22일)는 오스트레일리아의 배우이다.
애들레이드에서 태어났다.

## 출연 작품

### 영화
- River Street (1996)
- 느힐로 가는 길 (1997, Road to Nhill)
- Tulip (1998) - 단편
- 크래커잭 (2002)

### 텔레비전
- 프리즈너 (1980-86, Prisoner)
- 올 세인츠 (1999-2004)